# KV35YL
KV35YL (YL від англ. Younger Lady — молодша дама; вона ж мумія № 61072) — мумія, виявлена в гробниці KV35 в Долині Царів археологом Віктором Лорі в 1898 році. За допомогою генетико-генеалогічної експертизи Мумія була ідентифікована як мати фараона Тутанхамона, дочка фараона Аменхотепа III і цариці Тії. Зберігається в Каїрському Єгипетському музеї.
Поруч з нею були знайдені дві мумії: літня цариця Тія і хлопчик (можливо, що це Вебенсену — син Аменхотепа II або принц Тутмос — син Аменхотепа III); згідно з останніми дослідженнями ДНК, вони належать генеалогічної лінії Тутанхамона. Вони були знайдені разом, лежачи голими пліч-о-пліч в невеликому приміщенні гробниці. Всі три мумії сильно пошкоджені стародавніми грабіжниками могил.

## Хронологія досліджень
Було багато суперечок щодо ідентифікації особистості юної леді.
Виявивши мумію в 1898 році, Віктор Лоре спочатку вважав через голену голову мумії, що це юнак. При найближчому розгляді пізніше д-р Графтон Елліот Сміт встановив жіночу стать мумії, проте інтерпретація Лорі протрималася багато років.
У 2001-2003 роках єгиптологи Сьюзен Джеймс і Джоанн Флетчер вказали на ряд непрямих ознак, що підтверджують царське походження мумії, і заявили в ЗМІ, що знайшли Нефертіті. У 2003 році була зроблена реконструкція прижиттєвого вигляду мумії; заявлялося, що вона дуже схожа на бюст Нефертіті. Однак інші єгиптологи, включаючи доктора Захі Хавасса, піддали самій різкій критиці версію Флетчер, заборонили працювати британській експедиції, і оголосили знайдений біля мумії перуку «підкинутою фальшивкою».
У лютому 2010 аналізом ДНК мумія ідентифікована як — дочка цариці Тії (що лежить поруч) і Аменхотепа III (похованого в цій же гробниці), сестра Ехнатона, мати Тутанхамона. За правління Тутанхамона ім'я його матері не згадується, оскільки вона померла раніше його воцаріння. 

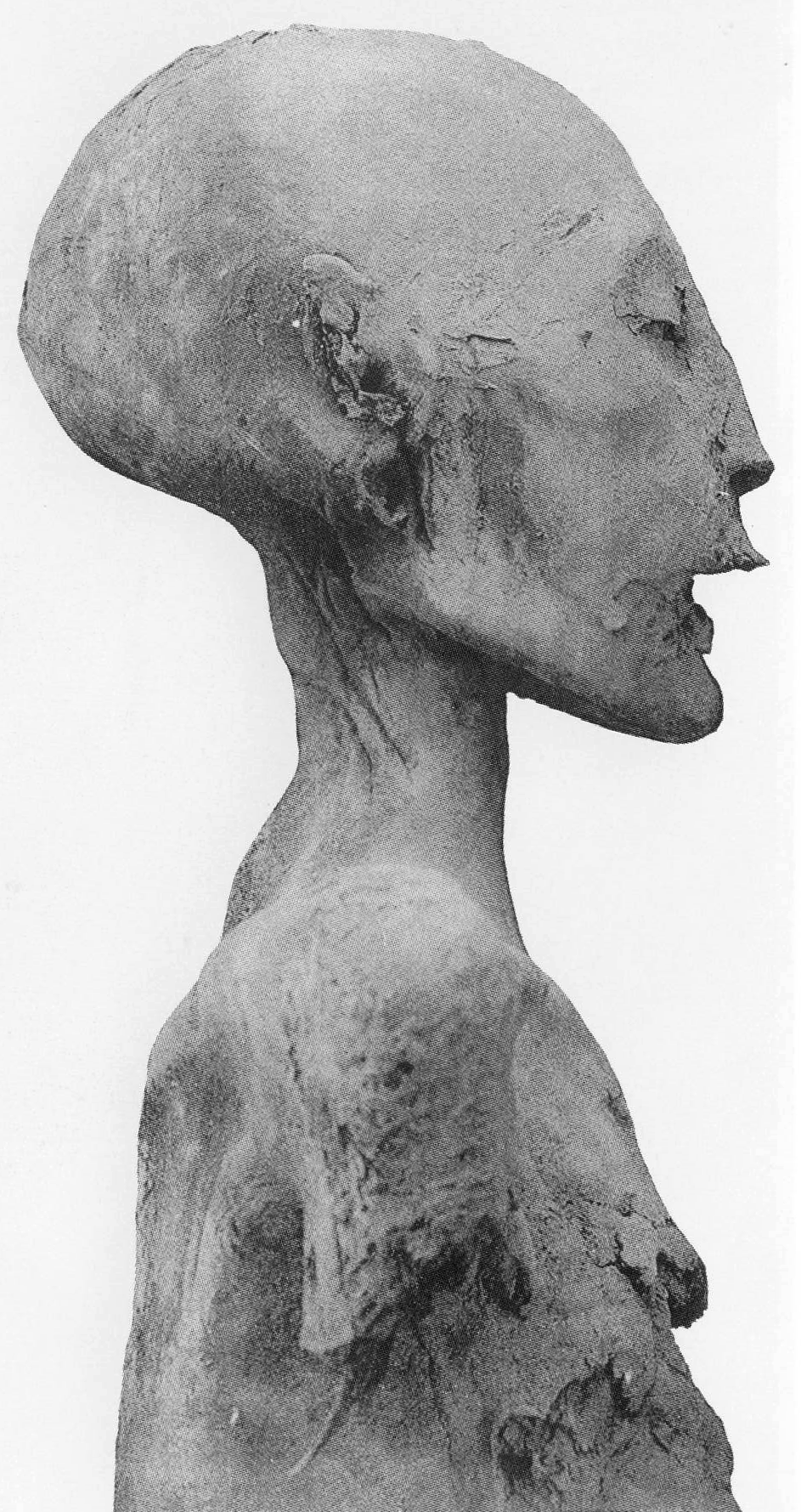

Мала ймовірність, що ця молодша дама була однією з відомих дружин Ехнатона — Нефертіті або Кійей, бо жодна з них не відома як «сестра Ехнатона». Також малоймовірно, що вони є сестрами Ехнатона — Сітамон, Ізідою або Хенуттанеб; бо ті були «Великими царицями» — дружинами їх батька Аменхотепа III, і якби Ехнатон одружився з будь-якою з них — вони б зайняли місце Нефертіті як головні єгипетські цариці. У доповіді робиться висновок, що мумія, ймовірно, є дочкою Аменхотепа III — Небетах або Бакетатон, бо невідомо про їхній шлюб з їх батьком.
Також існує теорія, що мумія належить Мерітатон — дочки Ехнатона і Нефертіті, дружині Сменхкара. Згідно з цією теорією, Мерітатон вийшла заміж за Сменхкара, і тоді Тутанхамон є онуком  Ехнатона.
7 лютого 2018 року оприлюднена новина, що дослідник Ейден Додсон з Бристольського університету, використовуючи тривимірне сканування, склав цифрову карту обличчя мумії. Потім на основі тривимірної моделі та методів судової медицини палеохудожник Елізабет Дейніс, відома завдяки реконструкції зовнішності Тутанхамона, відтворила вигляд стародавньої мумії. Представлений макет доповнений широко відомим головним убором Нефертіті й прикрасами від Dior.

## Опис мумії
Ескіз мумії, зроблений Графтоном Елліотом Смітом, показує значні пошкодження.
Графтон Елліот Сміт дав докладний опис мумії у своєму огляді стародавніх царських мумій на початку XX століття. Він виявив мумію зростом 1,58 м (5 футів 2 дюйми) і припустив її вік не старше 25 років на момент смерті. Він також відзначив великі пошкодження, завдані стародавніми грабіжниками могил, які розбили мумії груди й відірвали праву руку трохи нижче плеча; праве вухо відбито, в нижній частині черепа діра 38 × 30 мм. Єгиптолог виявив, що метод бальзамування схожий з бальзамуванням Аменхотепа II і мумій його сучасників, припустив, що вона була членом царської сім'ї.
Довгий час вважалося, що велика рана мумії в лівій частині рота і щоки, що знищила частину щелепи, теж була нанесена грабіжниками могил. Але подальші дослідження показали, що поранення нанесені за життя і призвели до смерті.

## Джерело
- Communiqué de presse de Zahi Hawass : CT-scans of Egyptian Mummies from the Valley of the Kings - The "Younger Lady" from KV 35 [Архівовано 17 січня 2013 у Wayback Machine.]
- nationalgeographic.fr : Les secrets de famille du roi Toutânkhamon [Архівовано 12 січня 2013 у Wayback Machine.]
- Description de la momie [Архівовано 24 лютого 2020 у Wayback Machine.]
- La tombe KV55 [Архівовано 28 травня 2007 у Wayback Machine.]